# Église Saint-Lubin de Chassant
Pour les articles homonymes, voir Église Saint-Lubin.
L'église Saint-Lubin de Chassant est située sur la commune française du même nom dans le département d'Eure-et-Loir, en région Centre-Val de Loire.

## Historique
L'église date du XIIe siècle et a subi au cours du temps de nombreuses transformations. Composée d'un simple vaisseau arrondi à l'abside, elle porte des traces de construction romane : contrefort, petites fenêtres hautes et corniche alternant pierres blanches et grison qui borde son toit d'ardoise.
Au cours des siècles plusieurs portes et fenêtres ont été obturées mais l'abside conserve ses petites fenêtres en plein cintre.

## Aujourd'hui

### Extérieur
Huit vitraux ornent les baies percées le long de la nef. L'entrée se fait par le porche du clocher quadrangulaire à deux étages, avec un escalier intérieur et une tribune communiquant avec la nef.

### Intérieur
À l'intérieur de l'église, sont notamment présentes les œuvres suivantes : 
- une statue monumentale de Jeanne d'Arc à l'épée en plâtre patiné acier, œuvre du sculpteur vauclusien, marié à une chassantaise, Félix Charpentier,  Inscrit MH (2013)[1]. Une réduction en marbre fut exposée au Salon des Artistes Français de 1905. Don du sculpteur en 1921, à la suite de la canonisation de la Pucelle d'Orléans en 1920.
- un Christ en plâtre, également de Charpentier, sur la poutre de gloire ;
- une Vierge à l'Enfant en pierre polychrome du XVIe siècle ;
- un retable de style classique du XVIIe siècle, en stuc peint, mesurant 7 mètres de haut, orné de quatre colonnes de type corinthien rassemblant les statues de saint Lubin, entouré d'anges adorateurs et céroféraires, sainte Radegonde et saint Jouan. Le tableau Laissez venir à moi les petits enfants qui complète ce dernier depuis 1996 est une création originale de l'artiste Evelyne Bacchi Rosimiro

Statuaire et retable
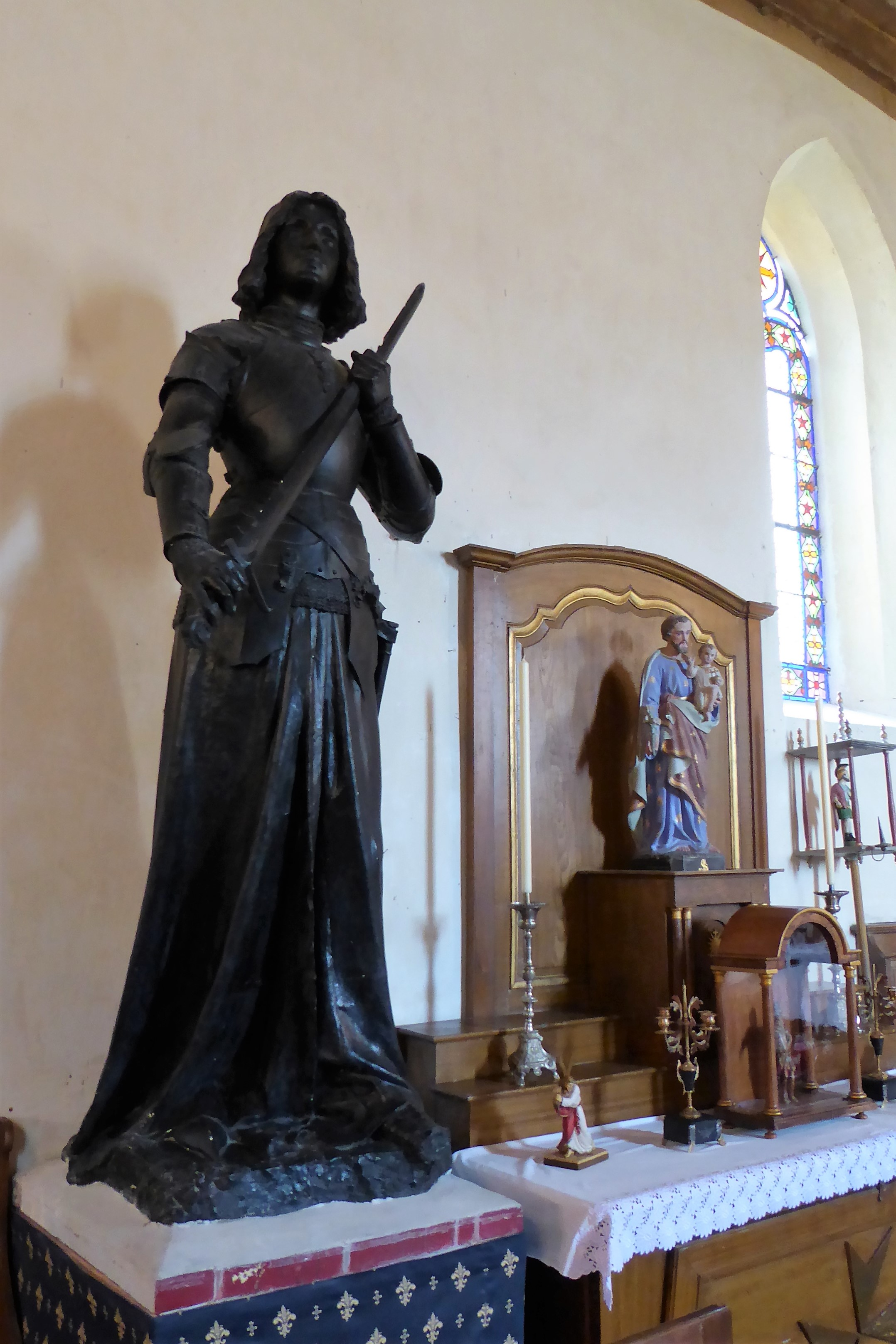
Jeanne-d'Arc de Félix Charpentier.
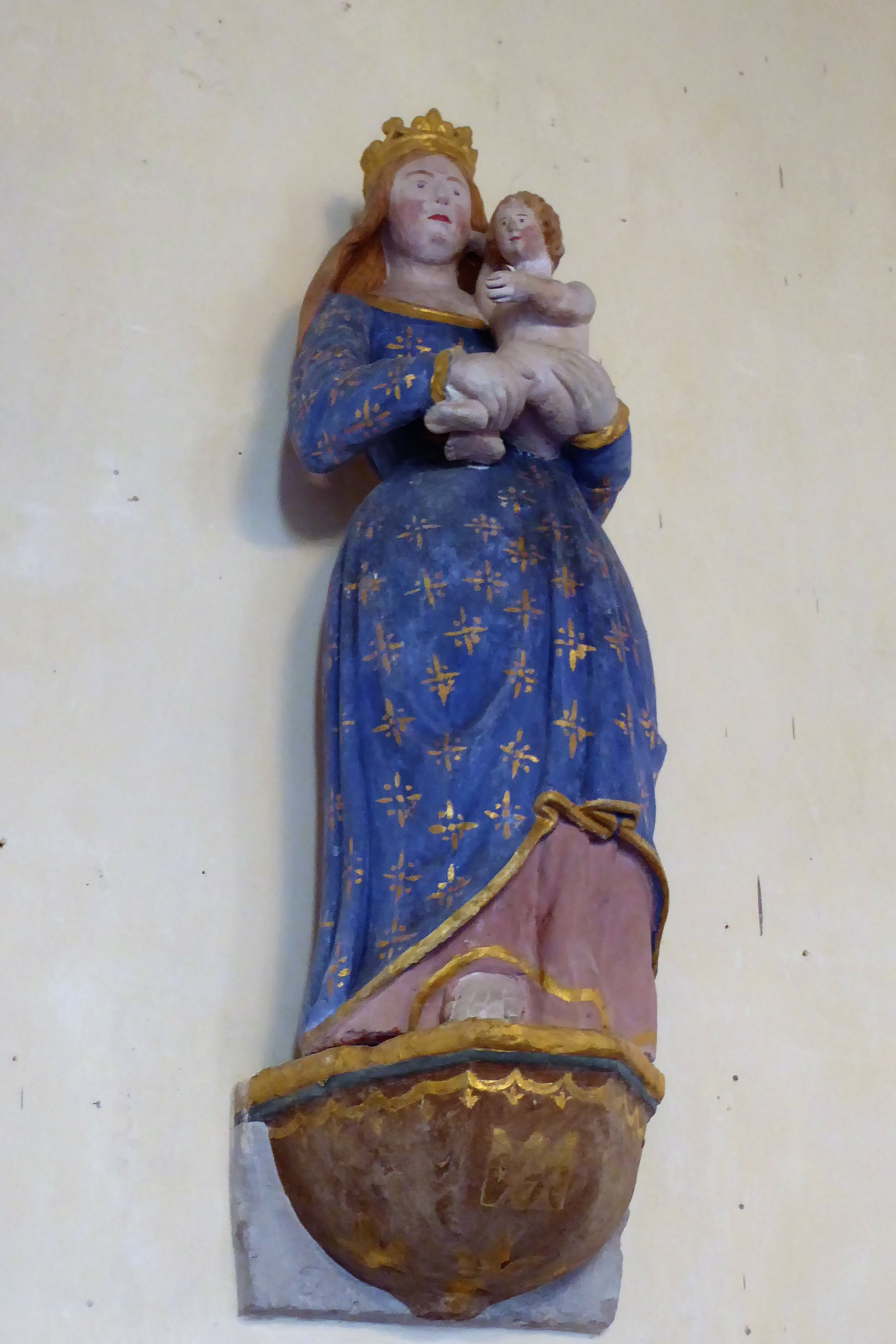
Vierge à l'Enfant, XVIe siècle.
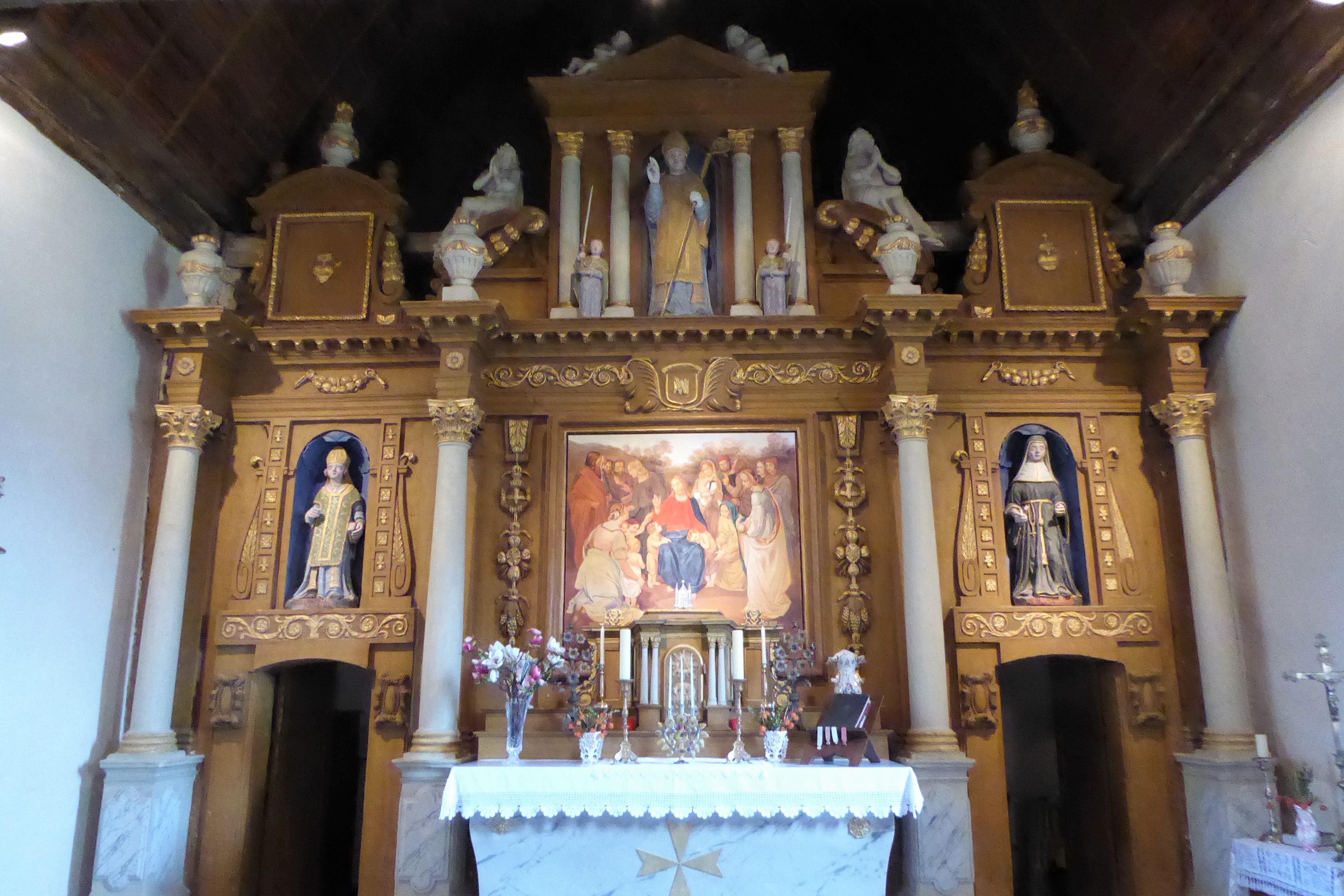
Maître-autel en pierre à croix de malte et retable, XVIIe siècle.
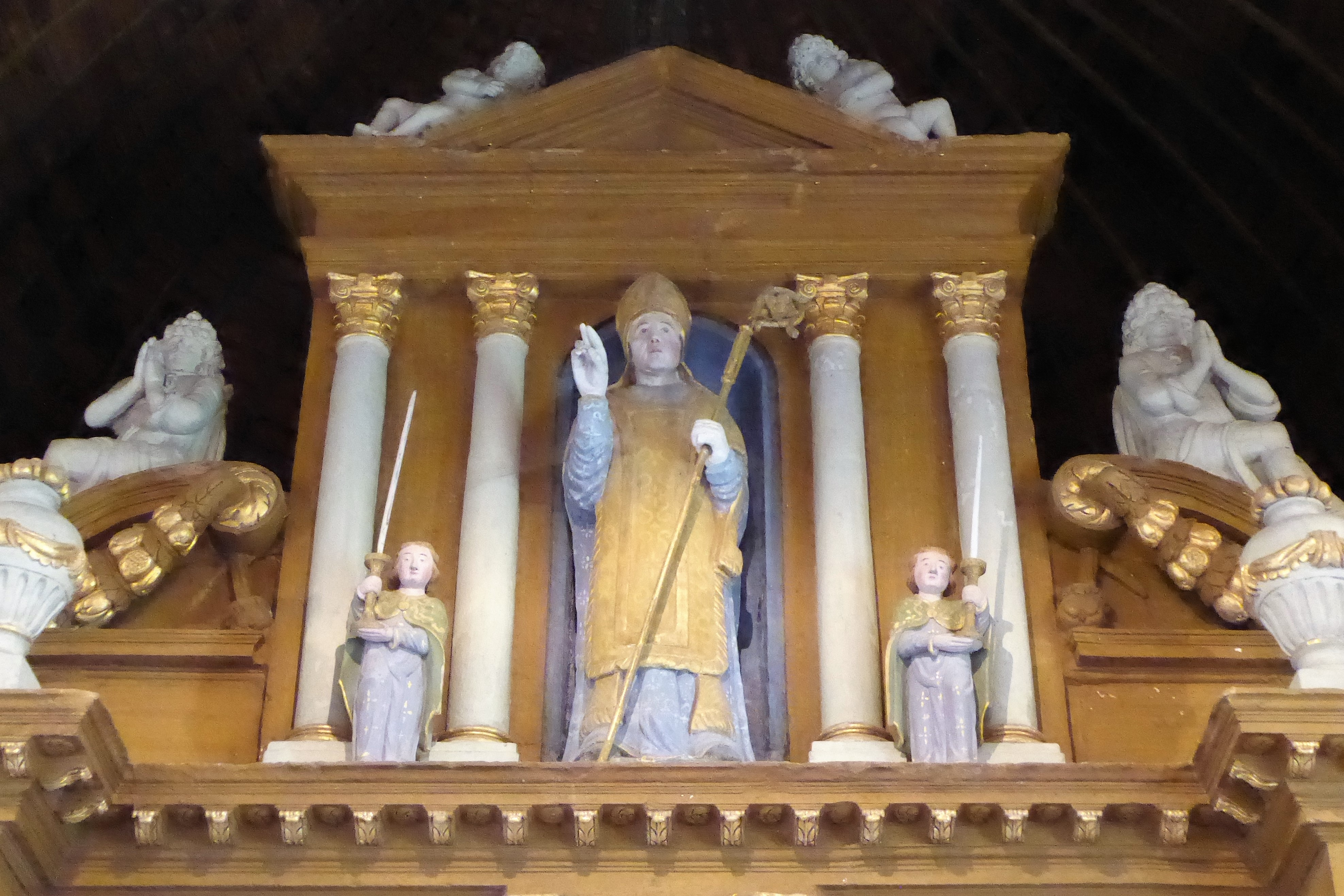
Saint Lubin.
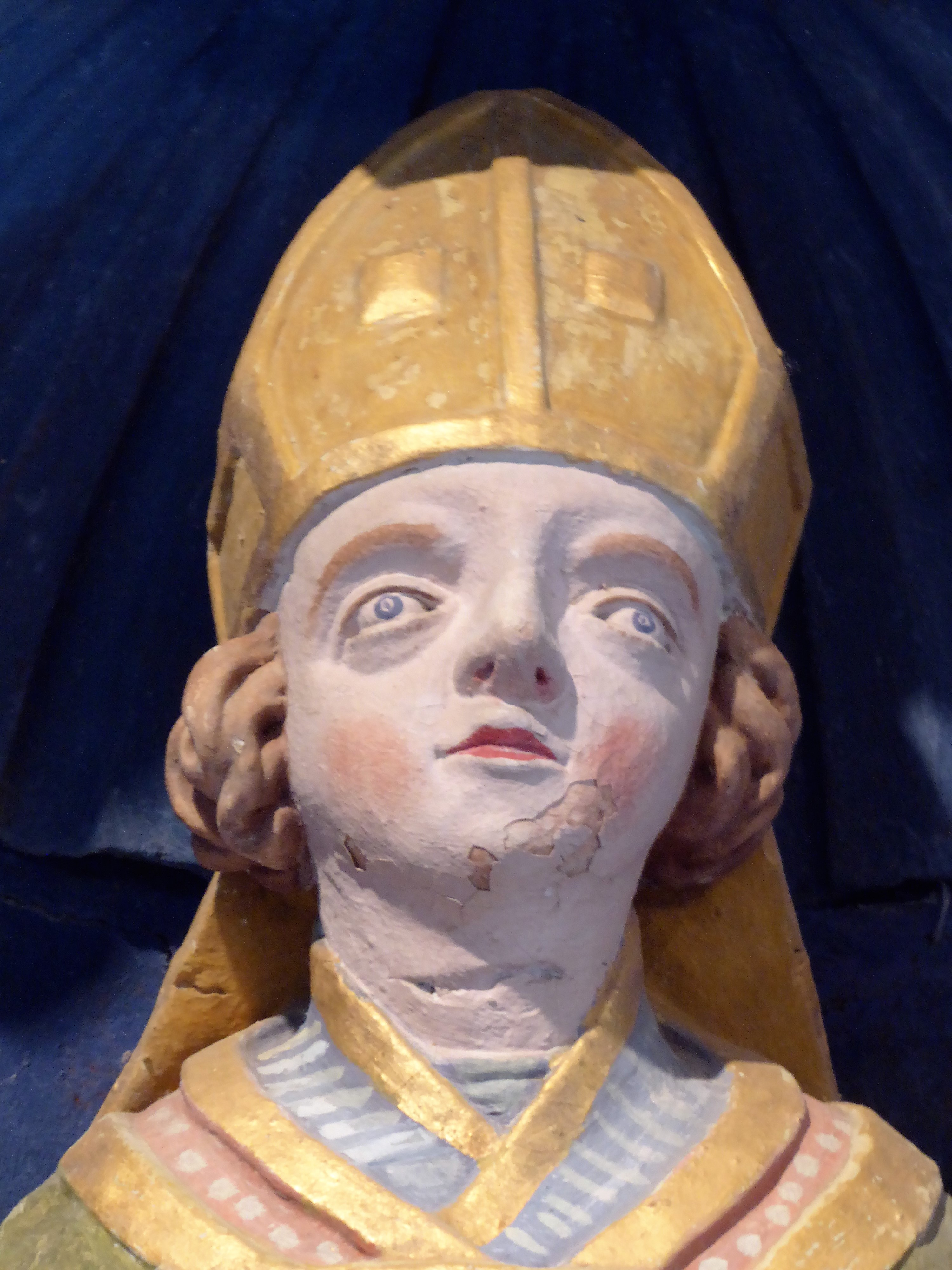
Saint Jouan.
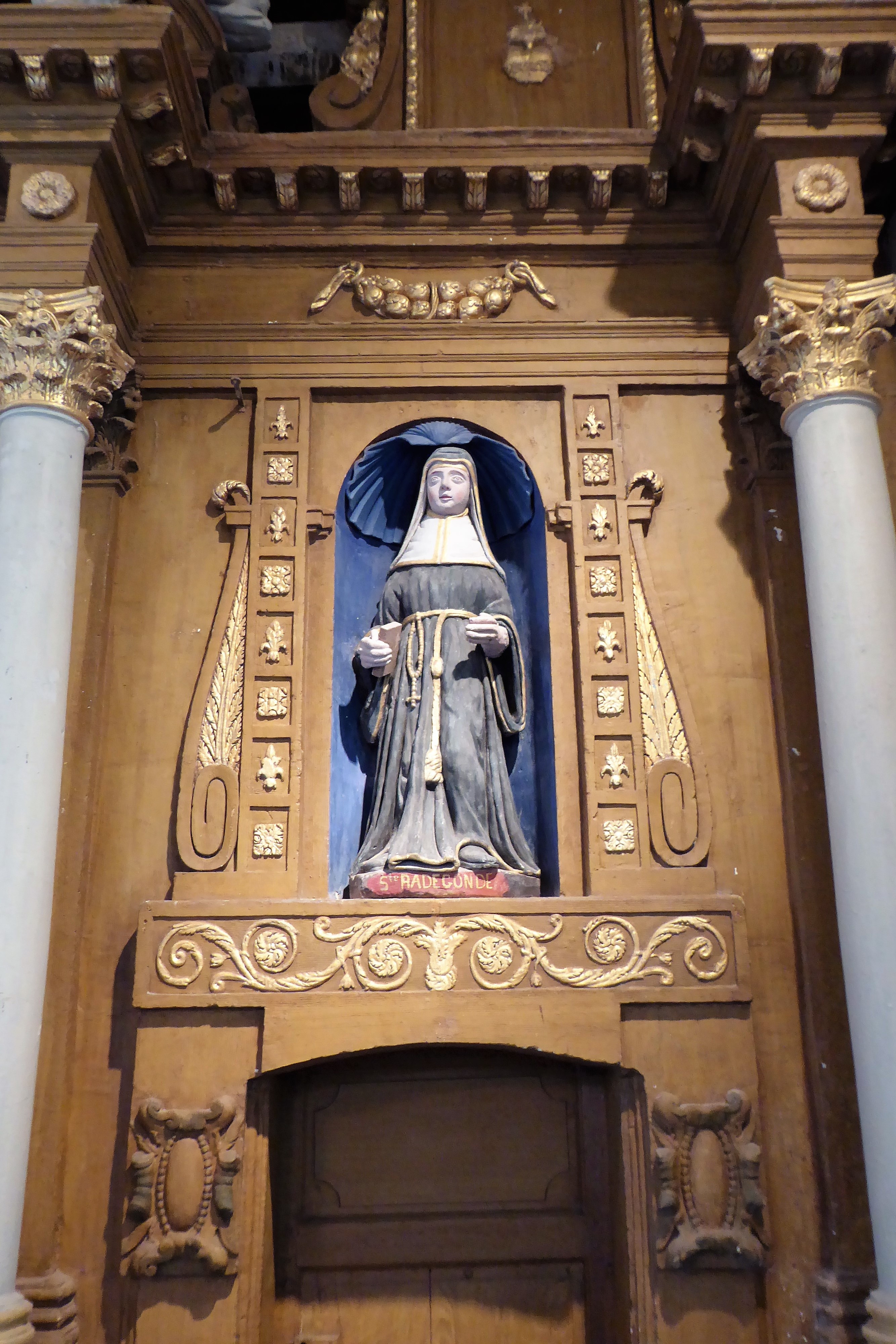
Sainte Radegonde

#### Vitraux
Les vitraux sont datés des XIXe et XXe siècles :
- deux vitraux du XIXe siècle sont placés dans les petites ouvertures romanes de l'abside, réservée à la sacristie :  Le Portement de la Croix et La descente de Croix (baies 1 et 2) ;
- pour le XXe siècle, sont représentés :
  - la Crucifixion de Charles Lorin (1925), avec un soldat de la Première Guerre mondiale (baie 7) ;
  - Vierge terrassant le démon, attribuable à Lorin (baie 8) ;
  - les symboles de saint Lubin, qui ornent la rosace de la façade ouest, signée Hervé Loire 1994.

Vitraux
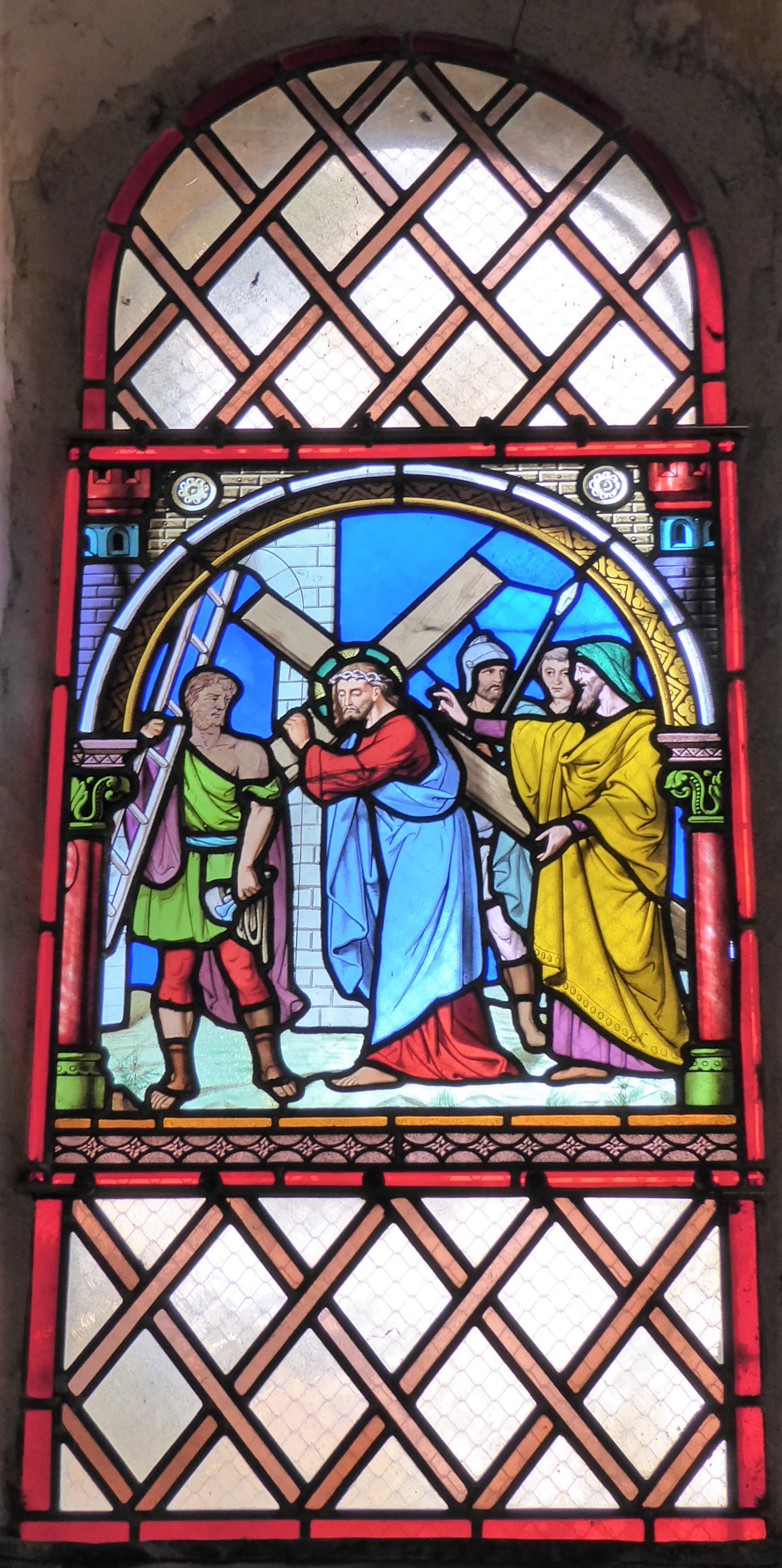
Le Portement de la Croix, XIXe siècle.
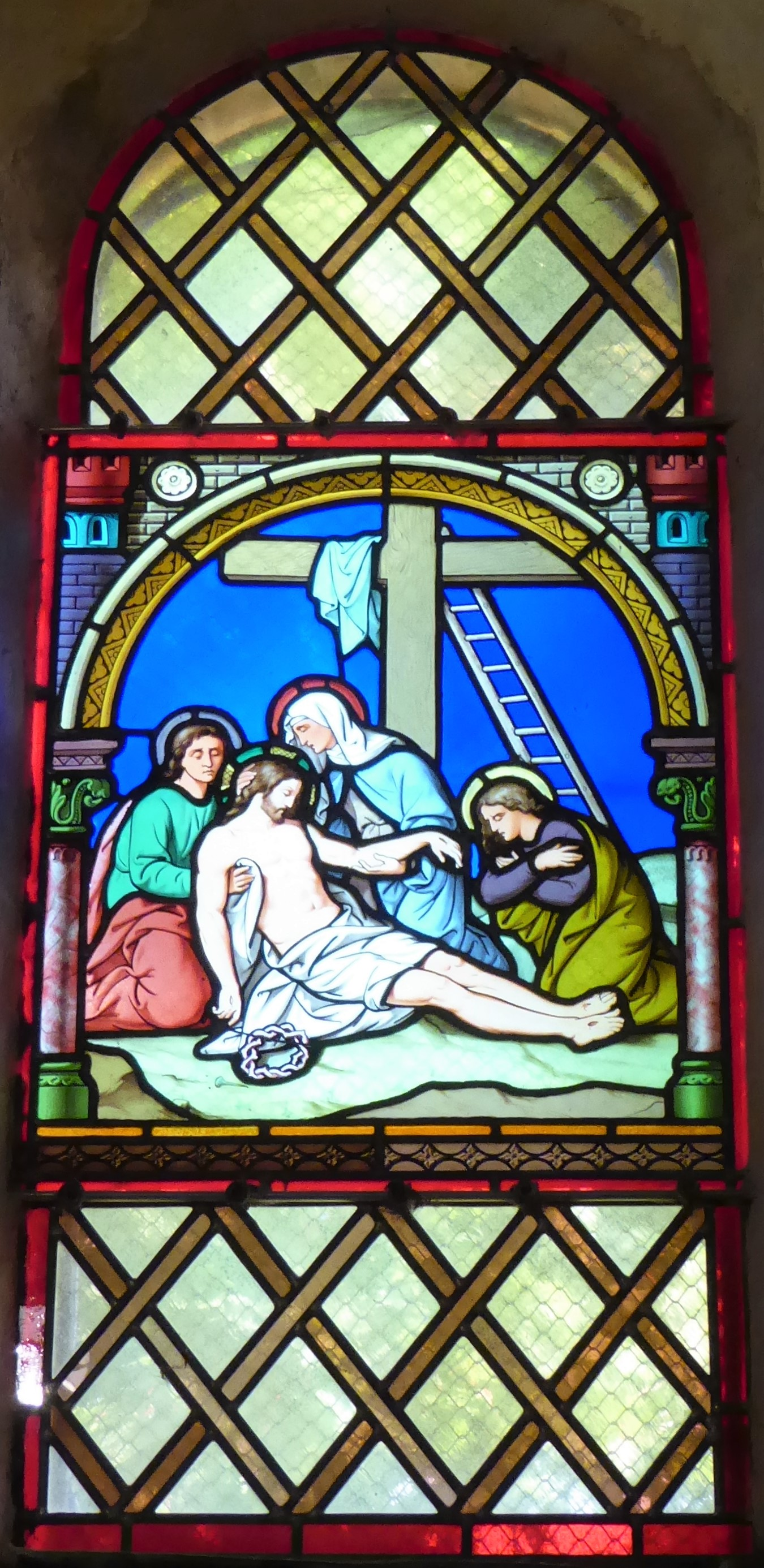
La descente de Croix, XIXe siècle.
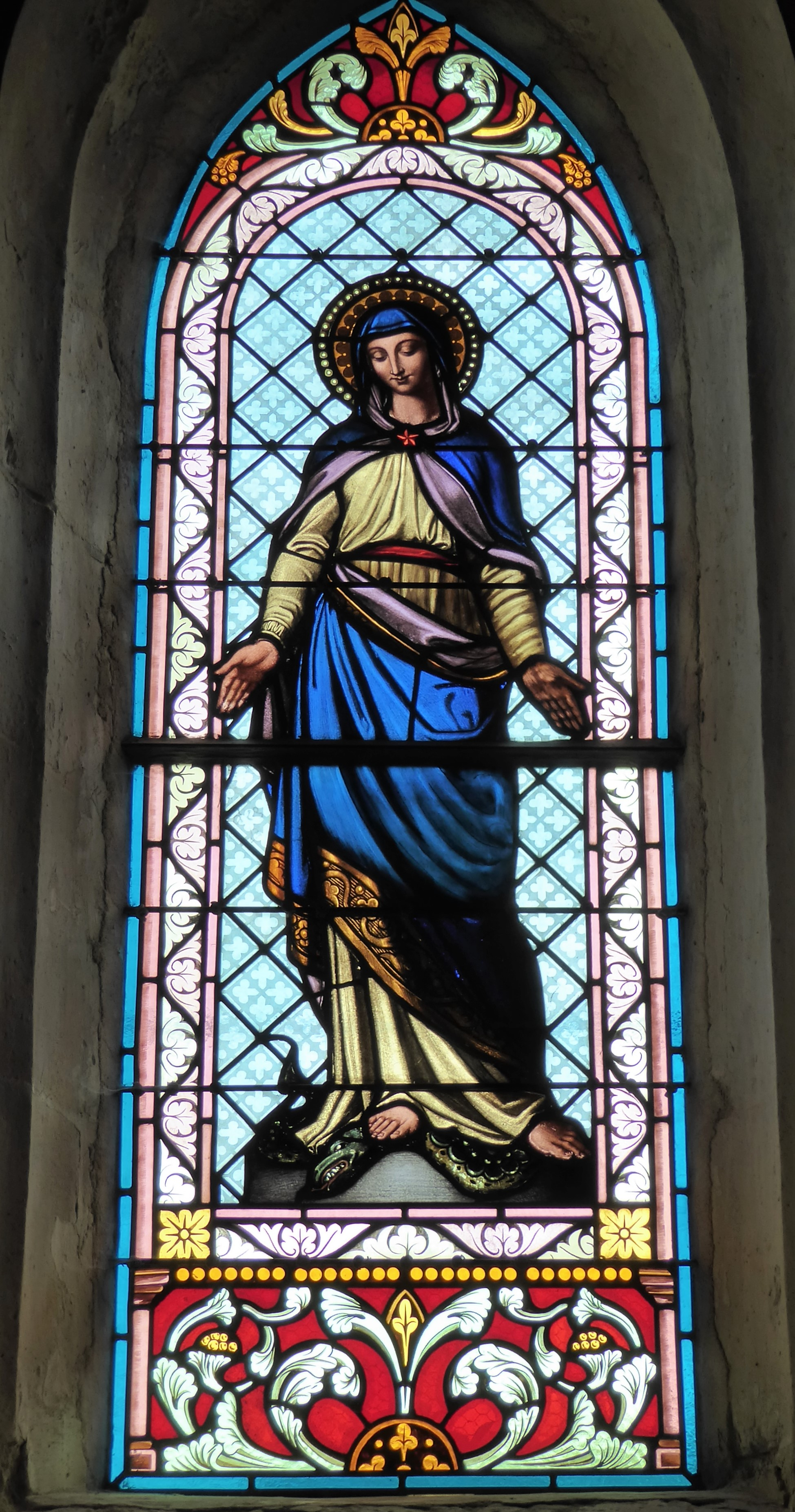
Vierge terrassant le démon, XXe siècle.

## Paroisse et doyenné
L'église Saint-Lubin fait partie de la paroisse Saint Lubin du Perche, rattachée au doyenné du Perche.